# Ловатянка
Ловатя́нка (устар. Ловать, Филятинка) — река в Калужской области России, левый приток Рессеты, протекает по территории Жиздринского и Хвастовичского районов.

## География
Исток реки находится на высоте 209 м над уровнем моря близ деревни Озёрская. Ранее Ловатянка начиналась на северо-восточной окраине Озёрской, вытекая из озера Бездонное на высоте 215 м над уровнем моря. Течёт на восток и юго-восток. На реке расположены населённые пункты Ловать, Барановка, Катуновка и Ловатянка. Устье реки находится на высоте 158 м над уровнем моря в 41 км от устья Рассеты. Длина реки составляет 45 км, площадь водосборного бассейна — 314 км².

### Притоки
(указано расстояние от устья)
- 28 км: река Гремша (лв)[8].

## Данные водного реестра
По данным государственного водного реестра России относится к Окскому бассейновому округу, водохозяйственный участок реки — Ока от города Белёв до города Калуга, без рек Упа и Угра, речной подбассейн реки — бассейны притоков Оки до впадения Мокши. Речной бассейн реки — Ока.
Код объекта в государственном водном реестре — 09010100512110000019890.